# Dante de Laytano
Dante de Laytano (Porto Alegre, 23 de março de 1908 — Porto Alegre, 18 de fevereiro de 2000) foi um juiz, professor, jornalista, folclorista, historiador e escritor brasileiro.

## Biografia
Era filho de José Laitano e Maria Arone, naturais de Morano Calabro, na Itália. Quando iniciou a sua carreira literária passaria a adotar a forma de Laytano como seu sobrenome. Fez os seus primeiros estudos no Colégio Júlio de Castilhos, recebendo a influência de professores positivistas.
Bacharel pela Faculdade de Direito da Universidade Federal do Rio Grande do Sul, foi nomeado juiz distrital e designado para a cidade de Torres, depois transferido para Sobradinho. Em Rio Pardo, Cachoeira do Sul, Santa Cruz do Sul e Quarai desempenhou a função de promotor público. Mais tarde foi consultor jurídico da Secretaria da Agricultura em Porto Alegre e chefe de Gabinete da Secretaria de Educação e Cultura.
Como diretor do Museu Júlio de Castilhos, em 1954 redefiniu os objetivos da instituição, que passou a museu histórico, priorizando o folclore e o estudo das tradições. Assim desvinculou-se do Arquivo Histórico do Rio Grande do Sul, e desmembra as suas coleções de História Natural e Arte Moderna, dando origem ao Museu de Ciências Naturais e ao Museu de Arte do Rio Grande do Sul, criados no mesmo ano.
Foi ainda professor catedrático de História na Universidade Federal do Rio Grande do Sul (UFRGS), presidente da sua Comissão de História e Diretor do Instituto de Filosofia e Ciências Humanas. Também lecionou História na Pontifícia Universidade Católica do Rio Grande do Sul (PUCRS), no Seminário Maior de Viamão e na Universidade de Caxias do Sul. Na Faculdade Palestrina mantinha um curso de Especialização em Folclore. Foi membro do Instituto Histórico e Geográfico do Rio Grande do Sul, do Conselho Estadual de Educação e do Conselho Estadual de Cultura, presidente da Academia Rio-Grandense de Letras, da Academia Brasileira de História, da Academia de Letras de Brasília, da Comissão Nacional do Folclore e da Comissão da Organização das Nações Unidas para a Educação, a Ciência e a Cultura (Unesco-Ibec) no Rio Grande do Sul, e governador do Lions Club. Foi o primeiro diretor-presidente do jornal Zero Hora e durante muitos anos colaborou como articulista. Grande incentivador do tradicionalismo gauchesco, organizou conferências e promoveu estudos sobre o tema. Foi um dos fundadores da Comissão Gaúcha de Folclore. Representou o Rio Grande do Sul em eventos científicos e acadêmicos no país e no exterior.
Recebeu grande quantidade de homenagens e condecorações, destacando-se o título de Professor Emérito da UFRGS e da PUCRS, o Troféu Gauchesco do Grupo Universitário de Tradição e a Ordem Nacional do Mérito da República Francesa no grau de oficial. Seu nome batiza a Medalha Dante de Laytano, concedida pela Comissão Gaúcha de Folclore a quem presta relevantes serviços para a preservação, promoção e pesquisa do folclore do Rio Grande do Sul. Dante de Laytano casou-se duas vezes, primeiro com Ilha Lopes de Almeida e depois com a portuguesa Teresa de Jesus.

## Obra
A sua carreira intelectual iniciou quando ainda era juiz, escrevendo crônicas para jornais e fazendo crítica de cinema. Já como promotor passou a se dedicar à História e ao Folclore, e no final da vida tornou-se memorialista. Deixou uma obra rica e multifacetada, em vários aspectos inovadora, que veio a se tornar uma referência para outros estudiosos. É tido como importante historiador e um dos principais folcloristas do estado, e contribuiu significativamente para o estudo da cultura regional e para a preservação de tradições em vias de desaparecimento. Resgatou parte do cancioneiro farroupilha; foi um dos primeiros a pesquisar a formação histórica do Rio Grande do Sul em seus aspectos políticos, econômicos, culturais e sociais; traçou a história de Rio Pardo e seus monumentos arquitetônicos; compilou compêndios de folclore e sistematizou regionalismos culturais e linguísticos; estudou a República Rio-grandense, a conquista da Região das Missões, a história dos negros, dos imigrantes, dos gaúchos e estancieiros, e as figuras de Bento Gonçalves, Sebastião Xavier do Amaral Sarmento Mena, Martim Afonso de Sousa e Antero Ferreira de Brito, entre outros temas.
Para o folclorista Paixão Cortes, "se alguém usar a palavra folclore para traduzir hábitos e costumes do gaúcho deve citar Dante de Laytano. Ele trouxe uma nova conotação ao estudo, dando caráter científico aos aspectos que eram apenas orais. Seus livros são fonte obrigatória de consulta sobre literatura e a cultura gaúcha". Antônio Hohlfeldt disse que "não há como se pensar os estudos sul-rio-grandenses sem referir sua contribuição fundamental e às vezes genial", e o ex-presidente da República Fernando Henrique Cardoso expressou sua "imensa admiração pelo Dante. Ele foi um intelectual de grande expressão e valia para o Brasil, e sua obra exerceu forte influência em meus estudos no Rio Grande do Sul". Segundo Moacyr Flores,
"Dante de Laytano foi um historiador que buscou a documentação, procurando traçar relações, demonstrando uma grande erudição. Em nenhum momento travou polêmica ou atacou outro historiador, mesmo aqueles que o criticaram. Não se deixou levar pelos modismos teórico nem pelo linguajar mecanicista, preferindo a História como uma arte de contar fatos e de trazer o novo e o inesperado. Sua obra principal é a História da República Rio-grandense, onde pela primeira vez é analisada a economia e a produção cultural dos farroupilhas. Outro mérito seu é o de ser um dos primeiros a estudar a contribuição do negro à nossa história, numa época em que os intelectuais positivistas consideravam que o negro é um ser inferior e que em nada contribuiu para a cultura rio-grandense".
Sua contribuição para o folclore ocorreu num momento histórico em que a figura do gaúcho era reconstruída pela oficialidade com base em uma ideologia ufanista que tinha algo de artificial, buscava-se sintetizar nele as qualidades atribuídas ao povo rio-grandense de coragem, independência e liberdade, e combater ao mesmo tempo a ameaça da perda das raízes e especificidades locais diante da rápida internacionalização dos costumes. Criava-se, com efeito, um mito fundador que, não obstante seu caráter de construção deliberada, desempenhou papel importante no processo de auto-afirmação política e cultural do estado diante do Brasil e acabou por tornar-se parte essencial da cultura popular contemporânea rio-grandense. Apesar das críticas que sua abordagem hoje às vezes recebe, ainda é vista como um legado valioso. Na opinião de Daisy Barcellos,
"Seu envolvimento com o regionalismo teve o caráter de institucionalização dos princípios formadores do Rio Grande do Sul e da tradição gaúcha a nível dos poderes públicos, o que favoreceu a divulgação dos estudos regionais sulinos, sua legitimação e a construção da hegemonia das bases fundamentadoras do regionalismo/tradicionalismo, muito embora certos aspectos de sua obra sejam desconsiderados na mística da composição do gaúcho pelo tradicionalismo pelos empréstimos platinos que este apresenta. [...] Sua presença levava ao plano oficial o discurso acerca do Rio Grande e de sua realidade histórica. [...] O conteúdo do seu trabalho enfatiza, a par das raízes históricas, dos traços fundamentais que marcam a identidade da região gaúcha com a multiplicidade de influências culturais que recebeu, o elo lusitano da cultura do sul, configurando-a como uma totalidade. Afirma o pertencimento do Rio Grande, por esta via, ao Brasil, cuja diversidade regional é também destacada. [...] Essa leitura da realidade, a lógica que lhe é subjacente vai, ao longo da história política riograndense e nacional, cumprir papel de relevo na condução das disputas pelo poder local e no confronto das demais forças políticas do país. [...] O papel do professor Dante de Laytano teria sido não só o de pesquisador interessado, mas principalmente de agente motivador da institucionalização do folclore como disciplina e do tradicionalismo como prática. A via oficial acompanhou o movimento e seu crescimento. A presença de Dante parece marcante nesse processo. [...] Sua trajetória, seus vínculos políticos e institucionais fizeram dele, em diversos momentos, o centro de legitimação dos acontecimentos culturais voltados à tradição no âmbito oficial".

### Principais publicações
- Uma Mulher e Outras Fatalidades. Casa Editora de Autores Modernos, 1931
- Sebastião Xavier do Amaral Sarmento Mena - Obras completas. Papelaria Velho, 1933
- História da República Riograndense (1835 – 1845). Globo, 1936
- As Congadas no Município de Osório. Textos Musicais e Versos coligidos por Enio Freitas e Castro. Associação Riograndense de Música, 1945
- Açorianos e Alemães. Globo, 1948
- Fazenda de criação de gado. Imprensa Oficial, 1950
- A Estância Gaúcha. Ministério da Agricultura, 1952
- Barão de Tramandai. Prefeitura Municipal de Tramandai, 1971
- Torres, resumo de sua história de terra e mar. Prefeitura Municipal de Torres, 1978
- Guia histórico de Rio Pardo. Prefeitura Municipal de Rio Pardo, 1979
- Manual de fontes bibliográficas para o estudo da história geral do Rio Grande do Sul. UFRGS, 1979
- Origem da Propriedade Privada no Rio Grande do Sul. EST/Martins Livreiro, 1983
- Mar absoluto das memórias. EST/Martins Livreiro, 1986
- Folclore do Rio Grande do Sul, Martins Livreiro, 1984
- Arquipélago dos Açores. EST/Nova Dimensão, 1987